# Two-line pass
Een two-line pass of een offside pass is een regel in het ijshockey. Als bij een pass de puck over twee lijnen (blauwe lijn en de middellijn) wordt geschoven, wordt het spel stilgelegd. Er is dan sprake van een two-line pass en er vindt een face-off plaats in de verdedigende zone van het overtredende team.
In de National Hockey League worden alleen de blauwe lijnen meegerekend bij een two-line pass-situatie. De middellijn wordt dan dus niet meer meegerekend. Hierdoor vervaagt het onderscheid tussen de offsideregel en de two-line passregel, aangezien er nu nog alleen sprake van een two-line pass kan zijn, als het een dieptepass is. En dan schuilt nog het gevaar van icing, waardoor de two-line pass minder vaak voorkomt in de NHL dan in andere competities. De NHL stelde deze variant op de two-line pass in om het spel aanvallender te maken, en daardoor aantrekkelijker voor het publiek, aangezien het ijshockey in de Verenigde Staten aan populariteit verliest.